# Paweł Cieślik
Paweł Cieślik (Poznań, 12 aprile 1986) è un ex ciclista su strada polacco, attivo in formazioni UCI dal 2009 al 2022.

## Palmarès
- 2011 (Bank BGŻ, una vittoria)

4ª tappa Okolo Slovenska (Liptovský Mikuláš > Liptovský Mikuláš)
- 2012 (Bank BGŻ, due vittorie)

2ª tappa Małopolski Wyścig Górski (Liptovský Mikuláš > Liptovský Mikuláš)
7ª tappa Bałtyk-Karkonosze Tour (Kowary > Okraj, cronometro)
- 2013 (Bank BGŻ, una vittoria)

8ª tappa Bałtyk-Karkonosze Tour (Piechowice > Karpacz)
- 2014 (Bauknecht-Author, due vittorie)

2ª tappa Oberösterreichrundfahrt (Linz > Aigen-Schlägl)
Grand Prix Královéhradeckého kraje

### Altri successi
- 2005 (CR4C Roanne)

Criterium di Violay
- 2015 (Whirlpool-Author)

Memoriálu Christiana Battaglii
- 2017 (Elkov-Author Cycling Team)

1ª tappa Giro della Repubblica Ceca (Uničov, cronosquadre)
- 2018 (CCC Sprandi Polkowice)

Classifica scalatori Bałtyk-Karkonosze Tour

## Piazzamenti

### Competizioni mondiali
- Campionati del mondo su strada

Hamilton 2003 - Cronometro Junior: 37º
Hamilton 2003 - In linea Junior: 48º
Verona 2004 - In linea Junior: 60º
Salisburgo 2006 - In linea Under-23: 81º
Stoccarda 2007 - In linea Under-23: 12º
Varese 2008 - In linea Under-23: 28º

### Competizioni continentali
- Campionati europei

Mosca 2005 - In linea Under-23: 41º